# Высоцкая (Ярославская область)
Высоцкая  — деревня Охотинского сельского поселения Мышкинского района Ярославской области.
Деревня стоит на федеральной автомобильной трассе Р104, на небольшом удалении от правого берега Волги (Рыбинское водохранилище), на левом, южном берегу не названного на карте волжского притока. На противоположном берегу этого ручья стоят деревни Речная (западнее трассы) и Сосновец (восточнее трассы). К востоку от деревни обширный лесной массив шириной 4-5 км от Волги, за которым начинается Шалимовское и Красковское болота. На краю болота в верховьях того же ручья стоит деревня Шалимово. С южной стороны вдоль трассы деревня практически сливается с центром поселения, селом Охотино. К юго-востоку от деревни на южном берегу того же ручья стоят деревни Кулдычево и Позиралки.
Деревня Высоцкая указана на плане Генерального межевания Рыбинского уезда 1792 года.
На 1 января 2007 года в деревне числилось 11 постоянных жителей . Почтовое отделение, находящееся в селе Охотино, обслуживает в деревне Высоцкая 8 домов .